# Partito Islamico Panmalese
Il Partito Islamico Panmalese (in malese Parti Islam Se-Malaysia), noto comunemente come PAS, è un partito politico islamista malese attualmente guidato da Datuk Seri Abdul Hadi Awang.
Il PAS si propone di trasformare la Malaysia in un Paese che si fonda sulla legge islamica "originale", il Corano e la Sunna, in opposizione all'altro partito di ispirazione islamica Barisan Nasional's Islam Hadhari, che giudica su posizioni troppo morbide.